# Metaphycus rhodococci
Metaphycus rhodococci is een vliesvleugelig insect uit de familie Encyrtidae. De wetenschappelijke naam is voor het eerst geldig gepubliceerd in 1975 door Sugonjaev.